# フィッシャー (動物)
フィッシャー（Pekania pennanti または Martes pennanti）は北アメリカに分布するイタチ科の動物。テン属（Martes）に属すとされてきたが、近年の分子系統からはフィッシャー属（Pekania）に属すとされる。北アメリカ（アメリカ合衆国、カナダ）の森林（針葉樹林など）に生息する。

## 特徴
体長47-75cm、尾長30-42cm。名前に反して、魚は滅多に食べず、齧歯類やウサギ類などの陸生の獲物を狩る。ヤマアラシの捕食に挑む数少ない動物の一つでもある。